# Massimiliano Faraci
Massimiliano Faraci (3 de abril de 1974) es un deportista italiano que compitió en remo. Ganó una medalla de bronce en el Campeonato Mundial de Remo de 1994, en la prueba de ocho con timonel ligero.

## Palmarés internacional
| Campeonato Mundial | Campeonato Mundial            | Campeonato Mundial | Campeonato Mundial      |
| Año                | Lugar                         | Medalla            | Prueba                  |
| ------------------ | ----------------------------- | ------------------ | ----------------------- |
| 1994               | Indianápolis (Estados Unidos) | Medalla de bronce  | Ocho con timonel ligero |